# Castillo de Örebro
El Castillo de Örebro (en sueco: Örebro slott) es una fortificación medieval en Svartån en el Condado de Örebro, Suecia. Fue ampliada durante el reinado de la familia real Vasa (Casa de Vasa) y finalmente reconstruido en 1900. Algunas de las salas son utilizadas como clases por los alumnos del gymnasium Karolinska.

## Historia
El castillo reside en una isla en el río Svartån. El nombre de Örebro proviene de las pequeñas piedras ("ör") que el río transporta. La segunda parte de la palabra proviene del puente ("bro").
La parte más antigua del castillo, la torre de defensa, fue erigida en la segunda mitad del siglo XIII. Fue construida probablemente durante el reinado del rey Magnus IV de Suecia (1316-1374). En 1364, Albrecht von Mecklenburg (ca. 1340-1412) capturó una fortaleza en Örebro. Probablemente era un castillo predecesor del actual, que fue construido en una pequeña isla dentro del río Svartå. La fortaleza se supone que consistía de una torre de defensa con una muralla alrededor. La torre fue añadida en el siglo XIV para hacer una fortaleza más grande. Bajo el rey Carlos IX de Suecia (1550-1611), la fortaleza fue reconstruida como una castillo Renacentista. Desde 1764, el castillo ha servido como la residencia del gobernador del Condado de Örebro.